# Rainer Pudill
Rainer Pudill (* 1942) ist ein deutscher Numismatiker.

## Werdegang
Rainer Pudill studierte Chemie an der Universität Mainz und promovierte 1971 mit einer Dissertation über die Synthese und Reaktionen bestimmter Lactame und Cyclopeptide. In seinem Berufsleben war er zuletzt als Geschäftsführer eines Unternehmens der Versorgungs- und Entsorgungswirtschaft in Nordrhein-Westfalen und als öffentlich bestellter und vereidigter Sachverständiger für Umweltfragen tätig.

## Numismatik
Pudill interessierte sich bereits als Jugendlicher für Alte Geschichte und antike Numismatik. Im Ruhestand nahm er an der Universität Düsseldorf ein Studium der Alten Geschichte bei Anthony R. Birley und Bruno Bleckmann und der Kunstgeschichte bei Hans Körner auf. Er schloss dieses Studium 2005 mit seiner Magisterarbeit Hadrians Besuch in Ägypten 130/131 unter Berücksichtigung numismatischer Quellen ab.
Pudill veröffentlichte neben Aufsätzen zu verschiedenen Themen in numismatischen Zeitschriften mehrere Monografien zur antiken Numismatik. Der Schwerpunkt seiner Arbeit sind die unter Hadrian nach dem Tod seines Günstlings und mutmaßlichen Geliebten Antinoos im Jahr 130 ausgegebenen römischen Münzen. Dabei legt er sein Augenmerk besonders auf die kultur- und religionsgeschichtliche Aussage der Darstellungen und ihre Rolle bei der von Hadrian initiierten kultischen Verehrung Antinoos’.

## Veröffentlichungen (Auswahl)
- Synthese und Reaktionen von Amino-, Mercapto- und Hydroxyacyllactamen und -cyclopeptiden. Mainz: Dissertation, Naturwissenschaftliche Fakultät der Johannes Gutenberg-Universität 1971.
- Die Götter Roms und der Weg zum Christentum (= Das Fenster in der Kreissparkasse Köln. Thema 169). Köln: Kreissparkasse 2006 (Digitalisat).
- Er zähmte die Wölfin. Die Zeit des Kaisers Hadrian im Spiegel seiner Münzen (= Das Fenster in der Kreissparkasse Köln. Thema 152). Köln: Kreissparkasse 1996, PDF, 10,8 MB.
- Hadrians Besuch in Ägypten 130/131 unter Berücksichtigung numismatischer Quellen. Düsseldorf: Magisterarbeit, Philosophische Fakultät der Heinrich-Heine-Universität Düsseldorf 2005.
- mit Clive Eyre: The tribes & coins of Celtic Britain. Witham: Greenlight 2005, ISBN 1-897738-24-2.
- Hadrian – Münzen als Zeugnisse einer glanzvollen Epoche Roms. Speyer: Numismatische Gesellschaft 2008, ISBN 978-3-934723-08-5.
- Antinoos. Münzen und Medaillons. Regenstauf: Battenberg 2014, ISBN 978-3-86646-113-0.
- Göttlicher Antinoos. Ein Idealbild jugendlicher Schönheit. Regenstauf: Battenberg 2017, ISBN 978-3-86646-149-9.
- Schicksalsjahre eines Kaisers. Hadrian in Ägypten im Spiegel numismatischer Quellen. Regenstauf: Battenberg 2018, ISBN 978-3-86646-158-1.
- Der Papyrus. Bericht einer kaiserlichen Inspektionsreise durch die römische Provinz Ägypten. Niederrhein Verlag, Willich 2020, ISBN 978-3-00-065268-4.